# 대창운수
대창운수 주식회사(大昌運輸 株式會社)는 광주광역시의 시내버스 운송 업체이다. 본사는 광주광역시 북구 첨단과기로 240 (오룡동), 2차고지는 광주광역시 북구 장운길 55 (장등동)에 있다. 계열사로는 대창이엔티, 광주화물터미널, MDC 무등양말, 동신자동차학원, 학교법인 월강학원, JNJ골프리조트 등이 있다.

## 역사
1966년 4월 15일 설립되었고, 현재 직행좌석 1개, 급행간선 2개, 간선노선 11개, 지선노선 20개의 노선을 운영하고 있으며 광주광역시 시내버스 업체 중 316대로 가장 규모가 크다.

## 현황
2016년 5월 기준이다.
| 운행업체 | 면허 대수 | 면허 대수 | 면허 대수  | 면허 대수 | 주소                | 면허 일자       |
| -------- | --------- | --------- | ---------- | --------- | ------------------- | --------------- |
| 운행업체 | 대수 합계 | 시내버스  | 농어촌버스 | 시외버스  | 주소                | 면허 일자       |
| 대창운수 | 316       | 316       | -          | -         | 북구 첨단과기로 240 | 1966년 1월 20일 |

## 운행 노선
- ● 좌석02번: 무등산국립공원(증심사) ~ 한국에너지공과대학본관 (대원시내버스, 대진운수, 동화운수, 라정시내버스, 삼아교통, 세영운수, 을로운수, 삼원운수, 현대교통 공동운행)
- ● 수완03번: 송원대 ~ 대창운수(대원시내버스, 대진운수, 동화운수, 세영운수, 을로운수, 삼원운수 공동운행)
- ● 첨단09번: 첨단 ~ 무등산국립공원(증심사)(광주종합버스터미널 경유)
- ● 일곡10번: 살레시오고 ~ 진곡산단 (삼원운수 공동운행)
- ● 매월16번: 대창운수 ~ 매월동
- ● 문흥18번: 장등동 ~ 진곡산단
- ● 첨단20번: 첨단 ~ 월드컵경기장(삼원운수 공동운행)
- ● 첨단22번: 첨단 ~ 서광주역
- ● 첨단23번: 장등동 ~ 대창운수 (우편집중국 경유)
- ● 첨단30번: 대창운수 ~ 운암산코오롱하늘채
- ● 송정33번: 도산동 ~ 비엔날레주차장
- ● 운림35번: 장등동 ~ 무등산국립공원(증심사)
- ● 금호36번: 장등동 ~ 서광주역(대원시내 공동운행)(광주종합버스터미널 경유)
- ● 일곡38번: 살레시오고등학교 ~ 송산유원지(현대교통 공동운행)
- ● 문흥39번: 장등동 ~ 대창운수 (광주종합버스터미널 경유)
- ● 첨단40번: 첨단종점 ~ 도산동(극락강역입구 경유)
- ● 금호46번: 대창운수 ~ 서광주역
- ● 문흥53번: 장등동 ~ 광주종합버스터미널
- ● 운림54번: 무등산국립공원(증심사) ~ 대한적십자사
- ● 금남57번: 살레시오고등학교 ~ 조선대학교(양산택지 경유)
- ● 양산60번: 효령노인복지타운 ~ 광주종합버스터미널
- ● 송암68번: 송암공단(세영운수) ~ KTX스포츠파크(을로운수 · 현대교통 · 대원시내공동 운행)
- ● 문흥80번: 장등동 ~ 충장치안센터
- ● 두암81번: 장등동 ~ 장등동(광주역 경유)
- ● 용전85번: 용전,입암 ~ 중앙여고
- ● 용전86번: 장등동 ~ 효령노인복지타운
- ● 석곡87번: 청풍야영장 ~ 조선대학교
- ● 첨단92번: 첨단종점 ~ 흑석사거리
- ● 첨단95번: 첨단종점 ~ 시립제2요양병원
- ● 선운101번: 광주글로벌모터스 ~ 진흥고(라정시내버스 공동운행)
- ● 두암181번: 대덕 ~ 서방사거리육교
- ● 충효187번: 장등동 ~ 담양연천
- ● 충효188번: 석저마을 ~ 두암지구입구
- ● 첨단192번: 장성마산 ~ 중앙여고
- ● 첨단193번: 살레시오고등학교 ~ 장성남면사무소
- ● 518번: 상무지구 ~ 효령노인복지타운

## 보유 차량
자일대우버스
- 자일대우 BS090 뉴 로얄미디

현대자동차
- 현대 그린시티
- 현대 뉴-카운티
- 현대 뉴 슈퍼 에어로시티
- 현대 저상 뉴 슈퍼 에어로시티
- 현대 블루시티
- 현대 유니시티
- 현대 일렉시티
- 현대 뉴 프리미엄 유니버스 엘레강스

KGM커머셜
- KGM 스마트 110

MAN
- MAN 라이온스 시티

## 갤러리

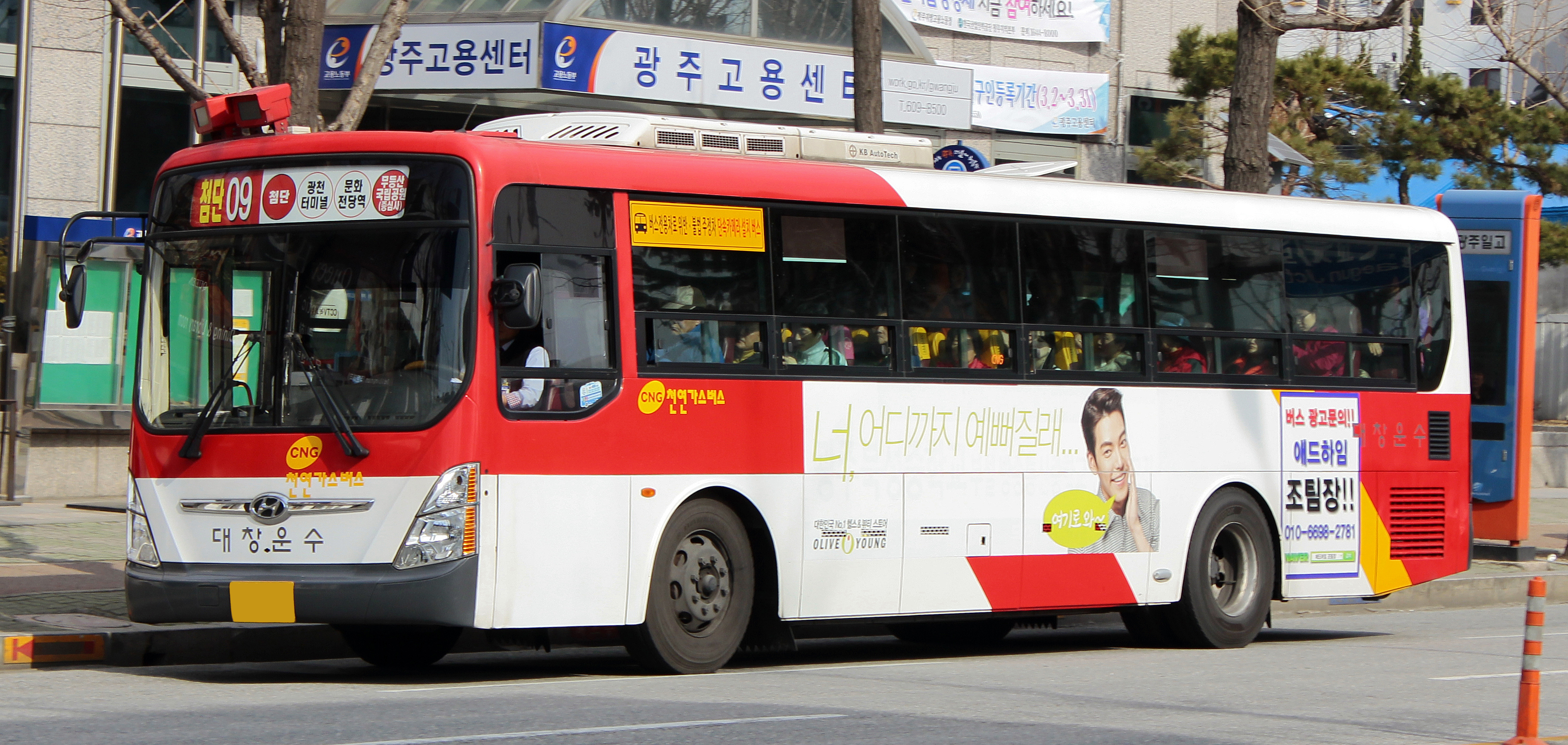
첨단09번